# Coppa di Slovacchia 2023-2024 (pallavolo femminile)
La Coppa di Slovacchia 2023-2024, 26ª edizione della coppa nazionale di pallavolo femminile, si è svolta dal 24 ottobre 2023 all'11 febbraio 2024: al torneo hanno partecipato otto squadre di club slovacche femminili e la vittoria finale è andata per la sedicesima volta allo Slávia Bratislava.

## Regolamento
Alla competizione, intitolata alla memoria dell'ex pallavolista Štefan Pipa, hanno preso parte le prime otto formazioni classificate nell'Extraliga 2022-23 (non ha partecipato la formazione federale del SVF); il torneo si è articolato in quarti di finale e semifinali, strutturati in gara di andata e ritorno (coi punteggi di 3-0 e 3-1 sono stati assegnati 3 punti alla squadra vincente e 0 a quella perdente, col punteggio di 3-2 sono stati assegnati 2 punti alla squadra vincente e 1 a quella perdente; in caso di parità di punti dopo le due partite è stato disputato un golden set), e finale in gara unica, con accoppiamenti fra le squadre per i quarti di finale e gli abbinamenti per i turni successivi affidati a due sorteggi successivi.

## Squadre partecipanti
| Squadra           | Qualificazione          |
| ----------------- | ----------------------- |
| Brusno            | 8ª in Extraliga 2022-23 |
| Hit Trnava        | 3ª in Extraliga 2022-23 |
| Nové Mesto n/V    | 4ª in Extraliga 2022-23 |
| Prešov            | 6ª in Extraliga 2022-23 |
| Slávia Bratislava | Campione di Slovacchia  |
| ŠVK Pezinok       | 7ª in Extraliga 2022-23 |
| UKF Nitra         | 5ª in Extraliga 2022-23 |
| VKP Bratislava    | 2ª in Extraliga 2022-23 |

## Torneo

### Tabellone
|  | Quarti di finale  | Quarti di finale | Quarti di finale  |   |                   | Semifinali | Semifinali | Semifinali |  |  | Finale | Finale |  |
|  |                   |                  |                   |   |                   |            |            |            |  |  |        |        |  |
|  | Brusno            | 0                | 1                 |   |                   |            |            |            |  |  |        |        |  |
|  | Brusno            | 0                | 1                 |   |                   |            |            |            |  |  |        |        |  |
|  | VKP Bratislava    | 3                | 3                 |   |                   |            |            |            |  |  |        |        |  |
|  | VKP Bratislava    | 3                | 3                 |   | VKP Bratislava    | 2          | 0          |            |  |  |        |        |  |
|  |                   |                  |                   |   | VKP Bratislava    | 2          | 0          |            |  |  |        |        |  |
|  |                   |                  | Nové Mesto n/V    | 3 | 3                 |            |            |            |  |  |        |        |  |
|  | Prešov            | 1                | Nové Mesto n/V    | 3 | 3                 | 1          |            |            |  |  |        |        |  |
|  | Prešov            | 1                |                   |   |                   |            |            |            |  |  |        |        |  |
|  | Nové Mesto n/V    | 3                | 3                 |   |                   |            |            |            |  |  |        |        |  |
|  | Nové Mesto n/V    | 3                | 3                 |   | Nové Mesto n/V    | 0          |            |            |  |  |        |        |  |
|  |                   |                  |                   |   |                   |            |            |            |  |  |        |        |  |
|  |                   |                  | Slávia Bratislava | 3 |                   |            |            |            |  |  |        |        |  |
|  | Slávia Bratislava | 3                | Slávia Bratislava | 3 | 3                 |            |            |            |  |  |        |        |  |
|  | Slávia Bratislava | 3                |                   |   |                   |            |            |            |  |  |        |        |  |
|  | ŠVK Pezinok       | 0                | 0                 |   |                   |            |            |            |  |  |        |        |  |
|  | ŠVK Pezinok       | 0                | 0                 |   | Slávia Bratislava | 3          | 2          |            |  |  |        |        |  |
|  |                   |                  |                   |   | Slávia Bratislava | 3          | 2          |            |  |  |        |        |  |
|  |                   |                  | UKF Nitra         | 0 | 3                 |            |            |            |  |  |        |        |  |
|  | UKF Nitra         | 3                | UKF Nitra         | 0 | 3                 | 3          |            |            |  |  |        |        |  |
|  | UKF Nitra         | 3                |                   |   |                   |            |            |            |  |  |        |        |  |
|  | Hit Trnava        | 1                | 0                 |   |                   |            |            |            |  |  |        |        |  |

### Risultati

#### Quarti di finale

##### Andata
| 25 ottobre 2023 ŠH Základná Škola, Slovenská Ľupča Durata: 1h:11 - Spettatori: 100  | Brusno            | 0 - 3 | VKP Bratislava | 14-25, 16-25, 22-25        |
| 25 ottobre 2023 ŠH Spojená škola, Prešov Durata: 1h:45 - Spettatori: 105            | Prešov            | 1 - 3 | Nové Mesto n/V | 18-25, 25-19, 23-25, 15-25 |
| 25 ottobre 2023 Športová hala Dom športu, Bratislava Durata: 1h:08 - Spettatori: 50 | Slávia Bratislava | 3 - 0 | ŠVK Pezinok    | 25-12, 25-20, 25-12        |
| 24 ottobre 2023 Mestská športová hala, Nitra Durata: 1h:40 - Spettatori: 140        | UKF Nitra         | 3 - 1 | Hit Trnava     | 22-25, 25-23, 25-14, 25-13 |

##### Ritorno
| 22 novembre 2023 Športová hala Dom športu, Bratislava Durata: 1h:24 - Spettatori: 60            | VKP Bratislava | 3 - 1 | Brusno            | 25-10, 17-25, 25-11, 25-19 |
| 22 novembre 2023 Športová hala Javorinská, Nové Mesto nad Váhom Durata: 1h:30 - Spettatori: 150 | Nové Mesto n/V | 3 - 1 | Prešov            | 21-25, 25-10, 25-16, 25-19 |
| 22 novembre 2023 ŠH SOŠ, Pezinok Durata: 1h:06 - Spettatori: 30                                 | ŠVK Pezinok    | 0 - 3 | Slávia Bratislava | 16-25, 12-25, 15-25        |
| 22 novembre 2023 Mestská športová hala, Trnava Durata: 1h:17 - Spettatori: 102                  | Hit Trnava     | 0 - 3 | UKF Nitra         | 20-25, 22-25, 21-25        |

#### Semifinali

##### Andata
| 13 dicembre 2023 Športová hala Dom športu, Bratislava Durata: 2h:00 - Spettatori: 120 | VKP Bratislava    | 2 - 3 | Nové Mesto n/V | 21-25, 25-19, 25-20, 17-25, 11-15 |
| 13 dicembre 2023 Športová hala Dom športu, Bratislava Durata: 1h:13 - Spettatori: 70  | Slávia Bratislava | 3 - 0 | UKF Nitra      | 25-23, 25-17, 25-22               |

##### Ritorno
| 24 gennaio 2024 Športová hala Javorinská, Nové Mesto nad Váhom Durata: 1h:18 - Spettatori: 400 | Nové Mesto n/V | 3 - 0 | VKP Bratislava    | 25-22, 25-15, 25-23               |
| 24 gennaio 2024 Mestská športová hala, Nitra Durata: 2h:13 - Spettatori: 350                   | UKF Nitra      | 3 - 2 | Slávia Bratislava | 28-26, 21-25, 25-17, 16-25, 15-13 |

#### Finale
| 11 febbraio 2024 Mestská športová hala, Nitra Durata: 1h:11 - Spettatori: 1 350 | Nové Mesto n/V | 0 - 3 | Slávia Bratislava | 8-25, 23-25, 11-25 |